# Бамба, Абудрамае
Абудрамае Бамба (фр. Abudramae Bamba; род. 26 октября 1986, Абиджан) — ивуарийский футболист. Он играет на позиции центрфорварда.

## Карьера
Проведя первые шесть лет своей карьеры у себя на родине с «ЖК Абиджан», в сентябре 2008 года Бамба переехал в Болгарию, подписав контракт на два года с «Черноморец Бургас». 13 ноября 2008 года он забил свой первый гол в Болгарии в матче против «Родопа Смолян» в рамках кубка страны.
В январе 2009 года Бамба подписал контракт с «Локомотив Мездра». 23 марта 2009 года в матче против «Пирин Благоевград» он официально дебютировал за клуб. В этом матче Бамба забил свой первый гол за «Локомотив». 23 мая Бамба оформил хет-трик в ворота «Беласица Петрич». Таким образом, Бамба стал вторым африканским игроком после Исаака Куоки, оформившим хет-трик в матче болгарского высшего дивизиона.